# مردی با عبای شکلاتی
یک شب با: مردی با عبای شکلاتی، (انگلیسی: The Man with the Chocolate Robe‎) عنوان رویدادی بود که در ۲۲ دسامبر ۲۰۰۵، به افتخار رئیس‌جمهور پیشین ایران سید محمد خاتمی پس از پایان آخرین دوره ریاست جمهوری وی در فرهنگسرای بهمن با حضور اصحاب رسانه و هنرمندان و برخی از مسئولین برگزار شد. این مراسم جنجالی توسط هفته‌نامه چل‌چراغ برگزار شد. مراسم «شب چله با مردی با عبای شکلاتی» از سوی اهالی نشریه چل‌چراغ در روزی که دیشب آن شب یلدا بود به عنوان سومین شب چله این نشریه، برگزار شد.